# Односи Србије и Литваније
Односи Србије и Литваније су инострани односи Републике Србије и Литванске Републике.

## Билатерални односи
Дипломатски односи са Литванијом су успостављени 14. децембра 2000. године.
Амбасада Републике Србије у Варшави (Пољска) радно покрива и Литванију.
Премијер Ивица Дачић је посетио Вилњус 2013.
Литванија је гласала за пријем Косова у УНЕСКО приликом гласања 2015.

### Политички односи
- Председник Владе и Министар унутрашњих послова Ивица Дачић се у јулу 2013, приликом посете Виљнусу ради учешћа на неформалном састанку МУП-ова ЕУ, сусрео са Председником Владе Буткевичијусом;
- Председник Владе Ивица Дачић Дачић и бивши Министар спољних послова Иван Мркић посетили су Виљнус у априлу 2013;
- Министар иностраних послова Линас Линкевичијус је, у својству председавајућег ЕУ, посетио Београд у јулу 2013.[1]

### Економски односи
- У 2020. укупна робна размена је износила око 106,2 млн. УСД (извоз око 51,10 а увоз 55,18).
- У 2019. размењено је укупно роба у вредности од 89 милиона долара (извоз 55 а увоз 34).
- У 2018. укупна робна размена вредела је 71 млн. УСД (извоз 53 а увоз 18).[4][5]